# Ribeirão do Tempo
Ribeirão do Tempo, Río de Intriga en español, es una telenovela brasileña producida por Rede Record. Teniendo como escenario la ciudad que le da su título, la producción comenzó a transmitirse en 18 de mayo de 2010, en substituición a Poder paralelo, a las 22:15h, y compartió horario con otra novela de la cadena, Bela, a Feia (adaptación de Betty, la Fea), hasta su Capítulo final el 2 de julio. Es escrita por Marcílio Moraes, Paula Richard, Joaquim Assis y Consuelo de Castro.

## Sinopsis
La trama se sitúa en la pequeña ciudad de Ribeirão do Tempo. La novela trata de la corrupción política, asesinato, romance y entre otros temas importantes. Todo gira en torno al gran complejo de negocios que Arminda (Bianca Rinaldi) pretende construir en la ciudad, que no es bien aceptado por la población local, esto pondrá a todos en su contra, a menos que Joca (Caio Junqueira) es un detective privado que quiere tener prestigio descubriendo los asesinatos y casos misteriosos que se dan en esta ciudad, se enamora de ella. Los asesinatos de Dirce (Françoise Forton), el senador Eric (Henry Martin), la bailarina Helenita (Adriana Prado), Zé Mario (Marcelo Escorel) de la empresaria Eleonora Durrell (Jacqueline Laurence) y el piloto de avión, Silvio (Rodrigo Phavanello) cambiarán la rutina de los habitantes de la ciudad, y se investigaran en el curso de la historia.

## Reparto
| Actor               | Personaje                         |
| ------------------- | --------------------------------- |
| Bianca Rinaldi      | Arminda Caligari                  |
| Caio Junqueira      | João Carlos "Joca" Pelago         |
| Juliana Baroni      | Karina                            |
| Ângelo Paes Leme    | Tito                              |
| Heitor Martinez     | Nicolau                           |
| Antônio Grassi      | Dr. Milton Flores                 |
| Angelina Muniz      | Leia Pelago                       |
| Victor Fasano       | Valter Teixeira                   |
| Mônica Torres       | Célia                             |
| Patrícya Travassos  | Cloris                            |
| André de Biase      | Ari Neto (Ari Jumento)            |
| Zé Dumont           | Romeu Fulgêncio                   |
| Liliana Castro      | Filomena Miranda Durrell          |
| Taumaturgo Ferreira | Querêncio Miranda Durrel          |
| Cássio Scapin       | Sereno                            |
| Giuseppe Oristanio  | Bruno                             |
| Umberto Magnani     | Ajuricaba                         |
| Solange Couto       | Sancha                            |
| Flávia Monteiro     | Marta Naidin                      |
| Ana Paula Tabalipa  | Iara                              |
| Íris Bruzzi         | Beatriz                           |
| Eduardo Lago        | Lincon                            |
| Sílvia Salgado      | Patrícia                          |
| Stella Freitas      | Virgínia                          |
| Aline Borges        | Ellen                             |
| Raymundo de Souza   | Virgílio                          |
| Rafael Calomeni     | Newton                            |
| Daniela Galli       | Marisa                            |
| Thelmo Fernandes    | Nasinho                           |
| Tião D'Ávila        | Alfredo Lorota                    |
| Gilson Moura        | Bill                              |
| Bruna di Tullio     | Lílian                            |
| Mariana Hein        | Zuleide                           |
| Victor Facchinetti  | André Rocha                       |
| Louíse D'Tuani      | Sônia                             |
| Carolina Bezerra    | Carmem                            |
| Rejane Goulart      | Larissa                           |
| Jossana Vaz         | Elza                              |
| Jaqueline Macoeh    | Fátima                            |
| Pâmela Côto         | Rosa                              |
| Letícia Medina      | Diana P. Silva (Nome falso: Tião) |
| Kaleo Maciel        | Carlos                            |
| Caio Vydal          | Guilherme Braga                   |
| Henrique Ramiro     | Sérgio                            |

Especiales
| Actor               | Personaje              |
| ------------------- | ---------------------- |
| Rodrigo Phavanello  | Sílvio                 |
| Françoise Forton    | Dirce Flores           |
| Jacqueline Laurence | Madame Eleonora Durrel |
| Henrique Martins    | Senador Érico          |
| Adriana Prado       | Heleninha              |

- Datos: Q9068897